# Olle Drejare
Olle Drejare, Olle Bop, född 19 maj 1961 i Häverö, är en svensk musiker (gitarrist och sång) och bror till Per Drejare. Drejare var främst verksam under 1970-talet i musikgrupperna Kriminella Gitarrer och Torsson och har varit engagerad i Svenska Popfabriken